# جربارة منشارية
جربارة منشارية (الاسم العلمي:Gerbera serrata) هي نوع من النباتات تتبع جنس الجربارة من الفصيلة النجمية.